# Handley Page W.8

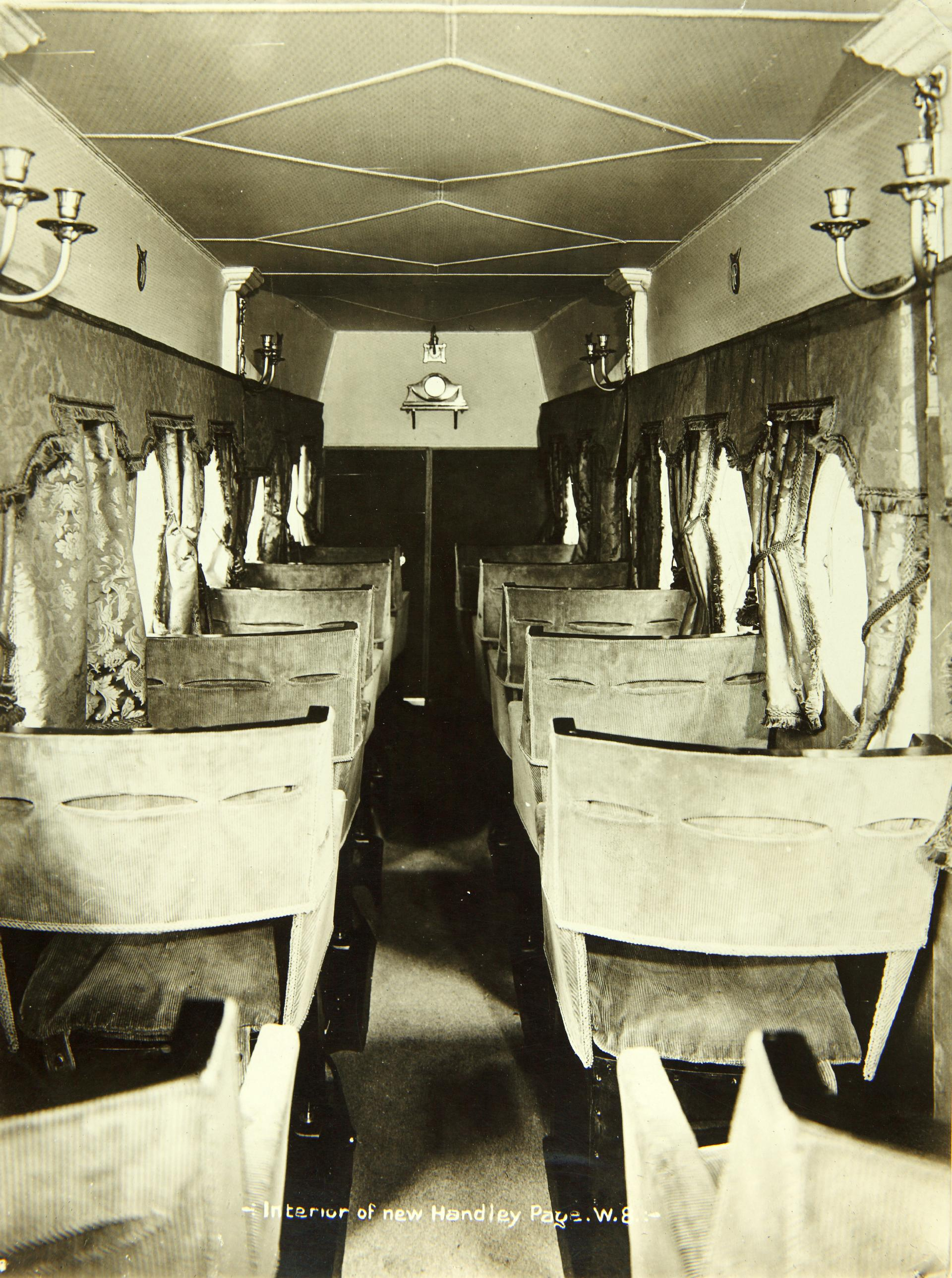
Bildtext: interior of new Handley Page W.8
(dt. „der Innenraum der neuen Handley Page W.8“), ca. 1920

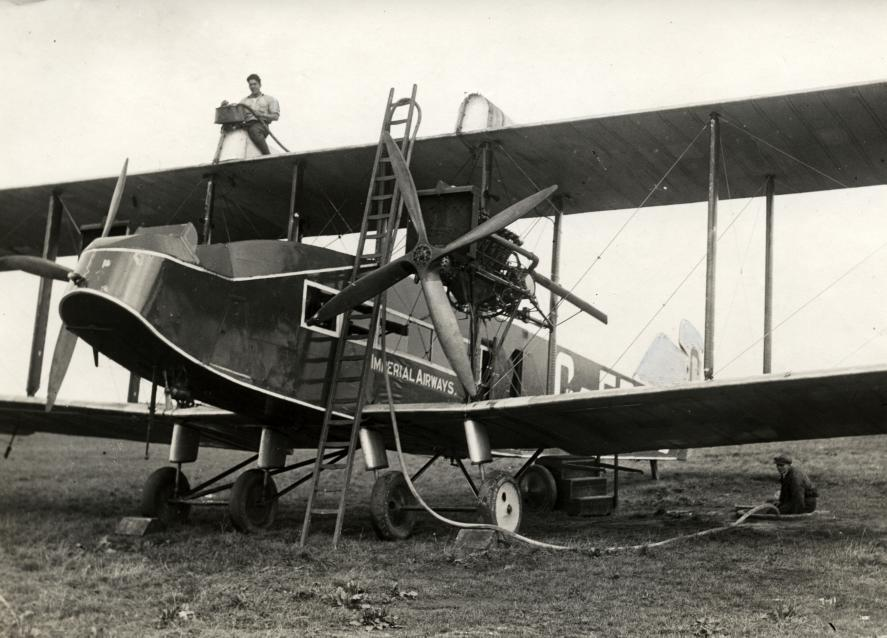
Betankung einer Handley Page W in Schiphol, 1927

Die Handley Page W.8 und die daraus abgeleiteten Modelle W.9 und W.10 waren zwei- bis dreimotorige, als Doppeldecker ausgelegte Verkehrsflugzeuge des britischen Herstellers Handley Page aus der Zeit nach dem Ersten Weltkrieg. Das Flugzeug entstand auf Grundlage der Handley Page W/400 und war das weltweit erste Flugzeug mit einer Toilette an Bord.

## Geschichte
Nachdem sich die O/400 für zivile Nutzungen als ungeeignet erwiesen hatte, begann Handley Page mit der Konstruktion seines ersten ausschließlich für nichtmilitärische Zwecke entwickelten Flugzeugs. Der ursprüngliche Entwurf Handley Page W/400 (ab 1924 als H.P.16 bezeichnet) sah sechzehn Passagierplätze vor. Die beiden Piloten saßen in einem offenen Cockpit. Die Tragflächen und das Fahrgestell stammten in leicht veränderter Form von der V/1500. Als Antrieb dienten zwei Rolls-Royce-Eagle-VIII-Motoren. Der Erstflug fand am 22. August 1919 statt.
Während der Testflüge erwiesen sich die Motoren als zu schwach. Daher entschied sich Handley Page, einen verbesserten Prototyp zu bauen. Dieser erhielt die Bezeichnung W.8, ab 1924 H.P.18. Vom Vorgänger unterschied sich das neue Flugzeug durch zwei Napier-Lion-IB-Motoren, eine geringere Spannweite und ein neues Heck. Die Zahl der Passagierplätze sank auf fünfzehn.
Die W.8 absolvierte ihren Erstflug am 2. Dezember 1919. Da sich der Lion-Motor als problematisch erwies, wurden in der Serienversion W.8b (H.P.26) erneut Eagle-VIII-Motoren eingebaut. Die Flugzeuge wurden daher nur für zwölf Passagiere zugelassen. Ab 1923 stand der stärkere Eagle-IX-Antrieb zur Verfügung, die damit ausgestatteten Flugzeuge erhielten die Bezeichnung W.8c.
Dreimotorige Varianten waren die W.8e und die W.8f mit einem Eagle-IX- und zwei Siddeley-Puma-Motoren. In den folgenden Jahren entstanden die Versionen W.9 (H.P.27) mit drei Siddeley-Jaguar-Sternmotoren sowie die W.10 (H.P.30) mit zwei Lion-IIB-Motoren. Auf Grundlage der W.8 entstand der Bomber Handley Page Hyderabad.
Mit der Indienststellung der Handley Page H.P.42 1931 beendete Imperial Airways den Einsatz der W-Serie. Während einige Maschinen in Privatbesitz kamen, wurden die zwei verbliebenen W.10 zu Tankflugzeugen umgebaut.

## Versionen

### W.8
Die W.8 diente als Prototyp und war mit zwei Napier-Lion-Motoren ausgestattet. Es war das weltweit erste Flugzeug mit einer Toilette an Bord.

### W.8b
Aufgrund der Bestimmungen des Air Ministry wurden die Kapazität auf zwölf Passagiere gesenkt und die Treibstofftanks verlegt. Der Antrieb bestand aus zwei Rolls-Royce Eagle-VIII-Motoren.
1921 bestellte das Luftfahrtministerium drei Modelle, die der Fluggesellschaft Handley Page Transport überlassen wurden. Nach der Übernahme durch Imperial Airways bedienten sie die Strecken von London nach Paris und Brüssel. 1924 erwarb SABENA eine Maschine, drei weitere Flugzeuge entstanden als Lizenzbauten bei SABCA in Belgien.

### W.8c
Die W.8c entstand 1923 und wurde durch zwei Rolls-Royce-Eagle-IX-Motoren angetrieben.

### W.8e
Um das Risiko bei Antriebsausfällen zu verringern, erhielt die W.8e drei Motoren. Im Bug befand sich ein Rolls-Royce-Eagle-IX-Motor, zwischen den Tragflächen wurden zwei Siddeley Puma eingebaut. Von den von SABENA bestellten Flugzeugen entstand eines bei Handley Page, die übrigen acht waren Lizenzbauten des belgischen Herstellers SABCA.

### W.8f und W.8g Hamilton
Die W.8f übernahm den Antrieb der W.8e und besaß eine Kabinenheizung sowie ein überarbeitetes Leitwerk. Imperial Airways erwarb eine Maschine, zwei in Lizenz von SABCA gebaute Flugzeuge gingen an SABENA.
1929 wurde das Flugzeug der Imperial Airways zur W.8g umgebaut. Es erhielt das Leitwerk der W.10, der Bugmotor wurde entfernt, und die beiden verbleibenden Antriebe wurden durch zwei Rolls-Royce-Eagle-XIIA-Motoren ersetzt.

### W.9a Hampstead
Die W.9a verfügte über drei Sternmotoren Armstrong Siddeley Jaguar IV. Das Flugzeug stellte für die Imperial Airways einen neuen Rekord auf, als es für die Strecke von London nach Paris nur 86 Minuten benötigte. 1926 erfolgte die Ummotorisierung auf drei Bristol-Jupiter-VI-Antriebe. Damit verbunden war die Zulassung für vierzehn Passagiere. Anschließend wurde das Flugzeug nach Australien verlegt, wo es neun Monate später bei einem Unfall zerstört wurde.

### W.10
Die W.10 besaß zwei Napier-Lion-IIB-Motoren. Alle vier 1926 gebauten Exemplare kamen in den Besitz der Imperial Airways und blieben teilweise bis 1933 im Einsatz.

## Technische Daten (W.8f)

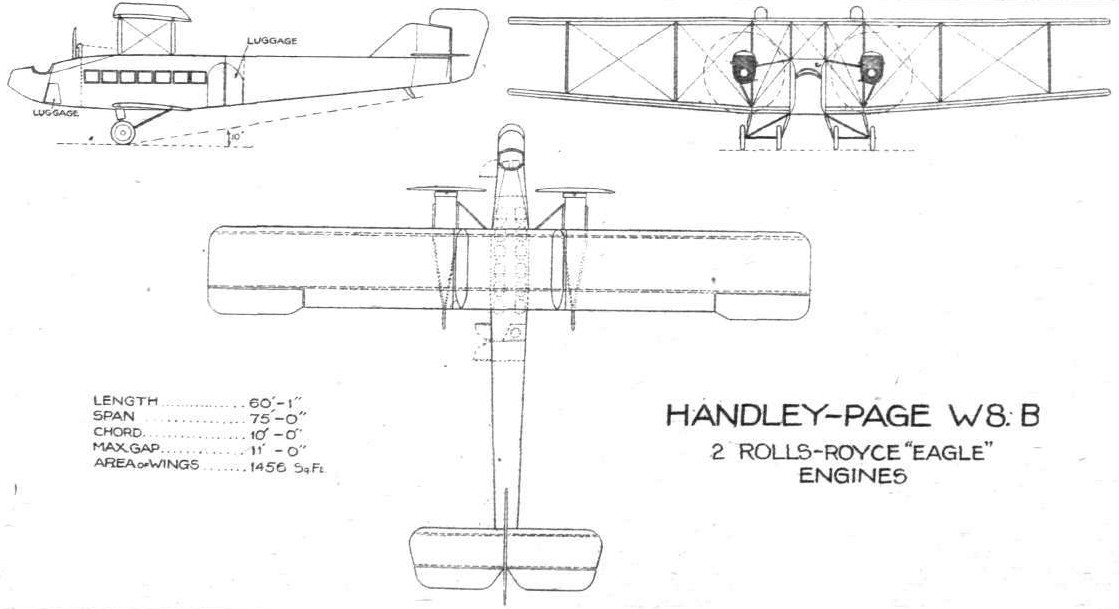
Dreiseitenansicht W.8b

| Kenngröße             | Daten                                                                                   |
| --------------------- | --------------------------------------------------------------------------------------- |
| Besatzung             | 2                                                                                       |
| Passagiere            | 12                                                                                      |
| Länge                 | 18,33 m                                                                                 |
| Spannweite            | 22,92 m                                                                                 |
| Höhe                  | 5,18 m                                                                                  |
| Flügelfläche          | 135,3 m²                                                                                |
| Leermasse             | 3910 kg                                                                                 |
| Startmasse            | 5910 kg                                                                                 |
| Reisegeschwindigkeit  | 137 km/h                                                                                |
| Höchstgeschwindigkeit | 166 km/h                                                                                |
| Dienstgipfelhöhe      | 3960 m                                                                                  |
| Triebwerke            | ein Rolls-Royce Eagle IX mit 360 PS / 269 kW, zwei Siddeley Puma mit je 244 PS / 179 kW |